# Branislav
Branislav est un prénom slave, il existe avant la christianisation et après de genre masculin, donné en République tchèque, en Slovaquie, en Slovénie et en Serbie.
Il signifie le défenseur de la Slava, slava pré-chrétien.

## Personnalités portant le prénom Branislav
- Pour l'ensemble des articles sur les personnes portant ce prénom, consulter :
  - la liste des articles dont le titre commence par ce prénom
  - les listes produites par Wikidata : Liste des personnes de prénom « Branislav » — même liste en incluant les éventuels prénoms composés qui contiennent « Branislav ».